# Matěj Švancer
Matěj Švancer (ur. 26 marca 2004 w Pradze) – czeski narciarz dowolny, od 2021 roku reprezentujący Austrię, dwukrotny medalista mistrzostw świata juniorów.
Po raz pierwszy na arenie międzynarodowej pojawił się 3 lutego 2018 roku w Oberammergau, gdzie w zawodach juniorskich zajął 13. miejsce w slopestyle'u. W 2020 roku wystąpił na igrzyskach olimpijskich młodzieży w Lozannie, zdobywając złoto w Big Air. Podczas rozgrywanych rok później mistrzostw świata juniorów w Krasnojarsku wywalczył złote medale w Big Air i slopestyle'u.
W Pucharze Świata zadebiutował 3 listopada 2019 roku w Modenie, zajmując 28. miejsce w Big Air. Na podium zawodów tego cyklu pierwszy raz stanął 22 października 2021 roku w Chur, wygrywając rywalizację w Big Air. W zawodach tych wyprzedził Kanadyjczyka Teala Harle'a i Birka Ruuda z Norwegii. W sezonie 2021/2022 zwyciężył w klasyfikacji Big Air.
W 2022 roku wystartował na igrzyskach olimpijskich w Pekinie w 2022 roku, zajmując ósme miejsce w slopestyle'u i 26. miejsce w Big Air.

## Osiągnięcia

### Igrzyska olimpijskie
| Miejsce | Dzień     | Rok  | Miejscowość | Konkurencja | Zwycięzca      |
| ------- | --------- | ---- | ----------- | ----------- | -------------- |
| 26.     | 9 lutego  | 2022 | Pekin       | Big air     | Birk Ruud      |
| 8.      | 16 lutego | 2022 | Pekin       | Slopestyle  | Alexander Hall |

### Mistrzostwa świata
| Miejsce | Dzień     | Rok  | Miejscowość | Konkurencja | Zwycięzca      |
| ------- | --------- | ---- | ----------- | ----------- | -------------- |
| 18.     | 28 lutego | 2023 | Bakuriani   | Slopestyle  | Birk Ruud      |
| 4.      | 4 marca   | 2023 | Bakuriani   | Big Air     | Troy Podmilsak |

### Puchar Świata

#### Miejsca w klasyfikacji generalnej
- sezon 2019/2020: 258.

Od sezonu 2020/2021 klasyfikacja generalna została zastąpiona przez klasyfikację Park & Pipe (OPP), łączącą slopestyle, halfpipe oraz big air.
- sezon 2020/2021: 22.
- sezon 2021/2022: 7.
- sezon 2022/2023: 20.
- sezon 2023/2024: 11.
- sezon 2024/2025: 1.

#### Miejsca na podium w zawodach
1. Chur – 22 października 2021 (big air) – 1. miejsce
2. Steamboat Springs – 4 grudnia 2021 (big air) – 1. miejsce
3. Chur – 18 października 2024 (big air) – 1. miejsce
4. Klangenfurt – 4 stycznia 2025 (big air) – 3. miejsce
5. Kreischberg – 10 stycznia 2025 (big air) – 2. miejsce
6. Aspen – 6 lutego 2025 (big air) – 1. miejsce
7. Stoneham – 22 lutego 2025 (slopestyle) – 1. miejsce